# Toppet lappedykker
Den toppede lappedykker (latin: Podiceps cristatus) er en fugl, der er udbredt som ynglefugl i store dele af Europa samt i dele af Asien, Afrika, Australien og New Zealand. I Danmark yngler den almindeligt i større søer. Ynglebestanden er vurderet som sårbar på den danske rødliste.

## Udseende
Den toppede lappedykker er 46-51 cm lang med et vingefang på 85-90 cm.Den kan leve i 10-15 år. I yngletiden kendes den let på to store fjertoppe på hovedet og fjerkraven på hver side af hovedet. I vinterdragt er fjertoppene meget korte, og halskraven mangler næsten helt.

## Adfærd
Føden består af fisk og vandinsekter, der fanges med det lange næb under dykning. Grundet sin ekstreme tilpasning til livet i vandet, bevæger den sig meget dårligt på land, da benene er placeret langt tilbage på kroppen. Blandt lappedykkerens fjender er f.eks. vandrotten som kan tage dens æg og unger. Som hos andre lappedykkere opholder ungerne sig gerne på ryggen af forældrefuglene i den første tid.
Det blev i år 2000 vurderet, at der er omkring 4.000 par i Danmark. Den foretrækker større søer med tagrør, men yngler enkelte steder også i fjorde. Om vinteren søger en stor del af bestanden til IJsselmeer i Holland, mens andre overvintrer i de danske farvande eller, i tilfælde af milde vintre, i søer.